# Upelluri
Upelluri – (również Ubelluri), w mitologii hetyckiej gigant, który na swoich barkach dźwigał stworzone przez starych bogów niebo i ziemię. Upelluri był tego nieświadomy nawet wtedy, gdy przy pomocy piły zwanej kuruzzi (potem ardala) oddzielono ziemię od nieba. Na jego ramieniu Kumarbi umieścił też bazaltowego olbrzyma Ullikummi, aby mógł on tam bezpiecznie wzrastać, jako broń przeciw Teszubowi i jego sprzymierzeńcom.